# Неофит Созоагатополски
Неофит (на гръцки: Νεόφυτος, Неофитос) е гръцки духовник, митрополит на Вселенската патриаршия.

## Биография
През юли 1827 година Неофит е избран за димитриадски и загорски митрополит. Неофит има добри богословски познания. На 3 ноември е интронизиран в Агия. През март 1836 година, след преназначаването на митрополит Софроний Анхиалски в Самоковската епархия, той е избран за митрополит на Анхиало. Но тъй като под натиск от местното население Софроний остава в Анхиалска епархия, Неофит е избран за созоагатополски митрополит на 25 юни 1836 година или на 20 ноември 1836 година. Уволнен е през февруари 1842 година.
Установява се в Цариград и е назначен за архиерейски наместник на „Въведение Богородично“ в Ставродроми (Бейоглу). В 1856 година е назначен за архиерейски наместник  на  „Успение Богородично“ в Диплокиони (Бешикташ). Умира около 1859 година.